# François Schubert
François Schubert (* 22. Juli 1808 in Dresden; † 12. April 1878 ebenda; eigentlich Franz Anton Schubert (der Jüngere)) war Konzertmeister und Komponist in Dresden.

## Leben
Als Sohn des Kirchenkomponisten Franz Anton Schubert absolvierte François eine Ausbildung durch den Konzertmeister Antonio Rolla in Dresden und studierte Violine bei Charles Philippe Lafont in Paris. Als Komponist verfasste er Konzertsätze, Etüden und Kammermusik. Seine Bagatelle L’Abeille wurde häufig gespielt. In Dresden wirkte er von 1838 als Vize- und von 1847 bis 1873  als Konzertmeister der königlichen Hofkapelle.
François Schubert änderte seinen Vornamen, um naheliegenden Verwechslungen aus dem Wege zu gehen. Er war verheiratet mit der Sängerin und Schauspielerin Maschinka Schneider (1815–1882), der Tochter von Georg Abraham Schneider. Beider Tochter war die Kammersängerin Georgine Schubert (1840–1878).
Er verstarb am 12. April 1878 in Dresden.

## Werk
- 9 Études für Violine, Op. 3
- Divertissement sur des motifs de l’opéra Lestocq d’Auber in D-dur für Violine und Klavier, Op. 4 (1836)
- Souvenir de Norma, Variationen in G-dur für Violine und Klavier, Op. 5 (1837)
- 2 Nocturnes für Violine und Klavier, Op. 7 (1844)
  1. Amour secret in H-dur
  2. La Sérénade in B-dur
- Duo concertant sur des motifs de l’opéra Rienzi par Richard Wagner für Violine und Klavier, Op. 8 (1845)
- Alpenrosen, Solo über Tyroler National-Lieder in E-dur für Violine und Klavier (1853)
- La Napolitana, Solo sur des thèmes napolitains in A-moll für Violine und Klavier (oder Streichquartett), Op. 12 (1853)
- Bagatelles, 12 Morceaux detachés für Violine und Klavier, Op. 13 (veröffentlicht 1856–1862)
  1. Impromptu (1856)
  2. Cantabile (1856)
  3. Allegretto grazioso in A-dur (1856)
  4. Allegretto agitato in d-moll (1857)
  5. Andantino in As-dur (1857)
  6. Romanza espressiva (1857)
  7. Le Papillon (1859)
  8. Le Désir in G major (1859)
  9. L’Abeille (The Bee; Die Biene) in E-moll (1860)
  10. Tyrolienne in E-dur (1862)
  11. Chant plaintif (1862)
  12. Barcarola in g-moll (1862)
- Rêverie, Morceau de salon in G-dur für Violine und Klavier, Op. 14